# III Concurs de castells de Tarragona
El III Concurs de castells de Tarragona és el concurs de castells que se celebrà a la plaça de braus de Tarragona el 28 de setembre de 1952, com a culminació de les Festes de Santa Tecla d'aquell any. Hi varen participar un total de 5 colles, incloent dues colles de Valls, dues de Tarragona i una del Vendrell, en un moment en què el fet casteller sofria una forta davallada. Unes 12.000 persones presenciaren aquest concurs.
Les colles Muixerra de Valls i Nens del Vendrell van quedar igualades en el primer lloc, amb 2100 punts i les mateixes construccions, empat que inicialment va quedar pendent de resolució. En cas de penalitzar els intents, la Muixerra de Valls seria considerada guanyadora en haver realitzat 2 intents fallits del 3 de 8, pels 3 intents fallits dels Nens del Vendrell.
Com que l'organització no havia previst la possibilitat d'un empat i només disposava d'un trofeu pel campió, cap de les dues colles guanyadores no el va rebre sota la promesa que se'n farien dues reproduccions. Això no va acabar passant fins 72 anys després, l'any 2024, quan l'Ajuntament de Tarragona va fer una cerimònia per a lliurar les dues copes als Nens del Vendrell i a la Colla Joves Xiquets de Valls, aquesta com a colla hereva de la Muixerra.

## Colles participants, castells assolits i puntuació
| 1r. | Muixerra de Valls                     | 4d8, 2d7, 3d7ps, 3d8 (2i)                | 2.100 |
| 1r. | Nens del Vendrell                     | 2d7, 4d8, 3d7ps, 3d8 (3i)                | 2.100 |
| 3r. | Colla Vella dels Xiquets de Valls     | 3d7ps, 2d7 (c), 3d8 (3i), pd6 (i)        | 1.300 |
| 4t. | Colla Nova dels Xiquets de Tarragona  | 3d7ps (i), 3d7ps (c), 3d7, 2d6, 2d7 (2i) | 1.140 |
| 5è. | Colla Vella dels Xiquets de Tarragona | 4d7a (c), 2d6, 3d7, pd5                  | 1.050 |